# Sindy Chaves Noguera
Sindy Chaves Noguera (San José, 14 de mayo de 1979), científica costarricense.
Oriunda de la zona de Tibás. Es hija de Juan Chaves Umaña y Norma Noguera Moraga.

## Estudios
Estudió su licenciatura en Microbiología y maestría en la Universidad de California y cursó su doctorado en Biología Celular y Molecular en la Escuela de Medicina de la Universidad de Nevada.

## Carrera e Investigación
Actualmente es Microbióloga e Investigadora en el Laboratorio de Nanotecnología del Instituto Tecnológico de Costa Rica. Además, es Directora de Investigación de la Universidad Latina de Costa Rica. En 2012 fue la primera mujer costarricense en recibir el Premio Nacionall Clodomiro Picado Twight, en Tecnología.
Y antes en el mismo año, las fundaciones Estrategia siglo XXI y Franklin Chang, la habían galardonado el premio nacional Jorge Manuel Dengo  por la creación de un  producto para diagnosticar enfermedades causadas por hongos en personas enfermas de SIDA y cáncer.
La Dra. Chaves posee una trayectoria en investigación de más de 13 años que incluye el campo de la nanotecnología aplicada al área biológica y biomédica; y más de 8 años como profesora universitaria en distintos centros de educación superior de los Estados Unidos y Costa Rica.
Chaves desarrolló un producto para diagnosticar enfermedades causadas por hongos en personas enfermas de VIH/SIDA y cáncer. Este producto sirvió para diagnosticar el VIH/SIDA rápidamente en pacientes de África, ya que una de las enfermedades oportunistas en estos usuarios la detecta la prueba diagnóstica sin necesidad de recurrir a la convencional, que toma tiempo y es un recurso económico significativo para emitir un diagnóstico. Esta prueba es de bajo costo (menos de 1 dólar) y se asemeja a una de embarazo, pero utilizando nanotecnología para precisar enfermedades causadas por hongos en pacientes inmunodeficientes de una manera no invasiva.
También desarrolló una etiqueta inteligente usando nanotecnología para determinar si los productos perecederos, como carnes de res y pollo, son aptos o no para el consumo humano cuando hay incumplimientos sanitarios o con las redes de frío.
Con motivo de sus investigaciones, en el año 2012 Sindy Chaves Noguera se convirtió en la cuarta mujer costarricense en recibir el destacado Premio Nacional Clodomiro Picado Twight en Tecnología.
Chaves tiene como frase favorita “Nada en la vida es para temer, solo para entender. Ahora es el momento de entender más para temer menos” de Marie Curie.